# Károly Eperjes
Károly Eperjes (ur. 17 lutego 1954 w Hegykő) – węgierski aktor filmowy i teatralny. W swoim dotychczasowym dorobku ma ponad 80 ról filmowych.
W 1980 ukończył studia aktorskie na Akademii Teatralno-Filmowej. Występował na deskach różnych węgierskich scen, w tym również w Teatrze Narodowym w Budapeszcie (1981-1983 oraz 2013-2014). Kilkukrotnie grał w filmach reżysera Istvána Szabó (Pułkownik Redl, 1984; Hanussen, 1988; Krewni, 2006; Zamknięte drzwi, 2012). Zdobył nominację do Europejskiej Nagrody Filmowej dla najlepszego aktora za rolę bazarowego króla handlarzy złotem w Eldorado (1988) w reżyserii Gézy Bereményiego.